# John Hemphill
John Hemphill, född 18 december 1803 i Chester District i South Carolina, död 4 januari 1862 i Richmond i Virginia, var en amerikansk demokratisk politiker och jurist. Han representerade delstaten Texas i USA:s senat 1859-1861.
Hemphill studerade juridik och inledde 1829 sin karriär som advokat i South Carolina. Han flyttade 1838 till Republiken Texas.
Hemphill deltog 1845 i Texas konstitutionskonvent. Han var chefsdomare i Texas högsta domstol 1846-1858. Han efterträdde 1859 Sam Houston som senator för Texas. Han uteslöts 1861 ur senaten i samband med att Texas utträdde ur USA.
Hemphills grav finns på Texas State Cemetery i Austin. Hemphill County har fått sitt namn efter John Hemphill.